# Larissa Wegner
Larissa Wegner, geb. Weindorf (* 28. Januar 2002), ist eine deutsche Sportschützin und Europameisterin mit dem Luft- und Kleinkalibergewehr. 

## Werdegang
Larissa Wegner wurde 2018 in das Landesleistungszentrum Baden-Württembergs aufgenommen und ist seit 2019 Mitglied der Spitzensportfördergrupper der Polizei Baden-Württemberg. 2021 belegte sie den ersten Platz bei den Deutschen Meisterschaften in der Disziplin 100 Meter Kleinkaliber.
Ihre erste Goldmedaille bei einem internationalen Wettkampf holte Wegner bei den Junioren-Schieß-Europameisterschaften 10 Meter 2018 in Győr, als sie mit ihren Schützenkolleginnen Anna Janßen und Lisa Haunerdinger den ersten Platz im 10-Meter-Luftgewehr-Mannschafts-Schießen gewann. Zwei Jahre später konnte sie bei den Junioren-Schieß-Europameisterschaften 10 Meter 2020 in Breslau die Silbermedaille mit Franka Janßen und Melissa Ruschel gewinnen.
2021 konnte Wegner bei den Schieß-Juniorenweltmeisterschaften in Lima zusammen mit ihrem Mannschaftskollegen Max Braun im 50 Meter-Kleinkaliber-liegend-Mixed-Wettbewerb Gold vor zwei US-amerikanischen Teams gewinnen. Des Weiteren konnte sie zusammen mit Anna Janßen und Nele Stark die Bronzemedaille im 50 m-Kleinkalibergewehr-Dreistellungskampf-Mannschaft gewinnen.
Im Mai 2022 siegte Wegner beim ISSF Junioren World Cup zusammen mit Hannah Wehren und Nele Stark im 50 m-Kleinkalibergewehr-Dreistellungskampf-Mannschaft. Im September des gleichen Jahres gewann das Trio bei den Schieß-Europameisterschaften 25/50 Meter 2022 in Breslau erneut Gold. Zusätzlich konnte Wegner eine Silbermedaille im Einzelwettbewerb im 50 m-Kleinkalibergewehr-Dreistellungskampf gewinnen. Bereits einen Monat später konnte das Trio erneut eine Medaille gewinnen, als sie bei den Schieß-Weltmeisterschaften 2022 in Kairo im Junioren-Wettkamp den dritten Platz belegten.
Ihre erste Medaille in einem Erwachsenen-Wettbewerb konnte Wegner bei den Schieß-Europameisterschaften 10 Meter 2023 in Tallinn gewinnen, als sie mit Anna Janßen und Vanessa Gleißner Bronze im 10 Meter-Luftgewehr-Mannschafts-Schießen gewann. Im September des gleichen Jahres gewann das Trio bei den Schieß-Europameisterschaften 25/50 Meter 2022 in Breslau erneut Gold. Zusätzlich konnte Wegner eine Silbermedaille im Einzelwettbewerb im 50 m-Kleinkalibergewehr-Dreistellungskampf gewinnen. Bereits einen Monat später konnte das Trio erneut eine Medaille gewinnen, als sie bei den Schieß-Weltmeisterschaften 2022 in Kairo im Junioren-Wettkamp den dritten Platz belegten.
Bei den Schieß-Europameisterschaften 10 Meter 2024 in Győr konnte Wegner eine weitere Goldmedaille gewinnen; erneut im 10-Meter-Luftgewehr-Mannschafts-Schießen konnte sie mit Anita Mangold und Anna Janßen den ersten Platz mit 17 zu 15 gegen das polnische Team belegen. Für die Qualifikation zu den Olympischen Sommerspielen 2024 in Paris nahm Wegner im April 2024 am ISSF Final Olympic Qualification Championship in Rio de Janeiro teil. Dort belegte sie den zehnten Platz in der 50 m-Kleinkalibergewehr-Dreistellungskampf-Disziplin und verspasste die Qualifikation für Olympia.
Im Juli 2025 gewann Wegner bei den Schieß-Europameisterschaften in Châteauroux mit ihren Mannschaftskolleginnen Nele Stark und Hannah Steffen die Goldmedaille in der Disziplin 50 Meter KK Dreistellungskampf Mannschaft vor dem tschechischen und schweizerischem Team.